# Ulysses (Pennsylvania)
Ulysses is een plaats (borough) in de Amerikaanse staat Pennsylvania, en valt bestuurlijk gezien onder Potter County.

## Demografie
Bij de volkstelling in 2000 werd het aantal inwoners vastgesteld op 684.
In 2006 is het aantal inwoners door het United States Census Bureau geschat op 658, een daling van 26 (-3,8%).

## Geografie
Volgens het United States Census Bureau beslaat de plaats een oppervlakte van
10,4 km², geheel bestaande uit land. Ulysses ligt op ongeveer 496 m boven zeeniveau.

## Plaatsen in de nabije omgeving
De onderstaande figuur toont nabijgelegen plaatsen in een straal van 28 km rond Ulysses.